# Microvalgus schoutedeni
Microvalgus schoutedeni är en skalbaggsart som beskrevs av Moser 1916. Microvalgus schoutedeni ingår i släktet Microvalgus och familjen Cetoniidae. Inga underarter finns listade i Catalogue of Life.